# Djinn (film)
Djinn è un film horror del 2013 diretto da Tobe Hooper. Si tratta dell'ultimo lungometraggio firmato dal regista texano, in Italia rimasto ancora inedito.

## Trama
Una coppia degli Emirati Arabi rientra a casa dopo un viaggio. Di fronte a strani e misteriosi eventi, i due scoprono che il loro nuovo appartamento è stato costruito su un sito che è sede di alcuni esseri malevoli.